# Gleirschspitze
Die Gleirschspitze (2317 m ü. A.) ist ein Gipfel der Nordkette im Norden von Innsbruck.
Die Gleirschspitze liegt ca. einen Kilometer östlich der Hafelekarspitze. Zu Fuß ist die Gleirschspitze über den Goetheweg von der Station Hafelekar der Nordkettenbahn in ca. 45 Gehminuten zu erreichen.
Seit dem 10. Oktober 1999 trägt die Gleirschspitze ein Gipfelkreuz, die Aluminium-Konstruktion fertigten Schüler der HTL Fulpmes an. Es wurde von der Studentenverbindung Rheno-Danubia Innsbruck im ÖCV errichtet.

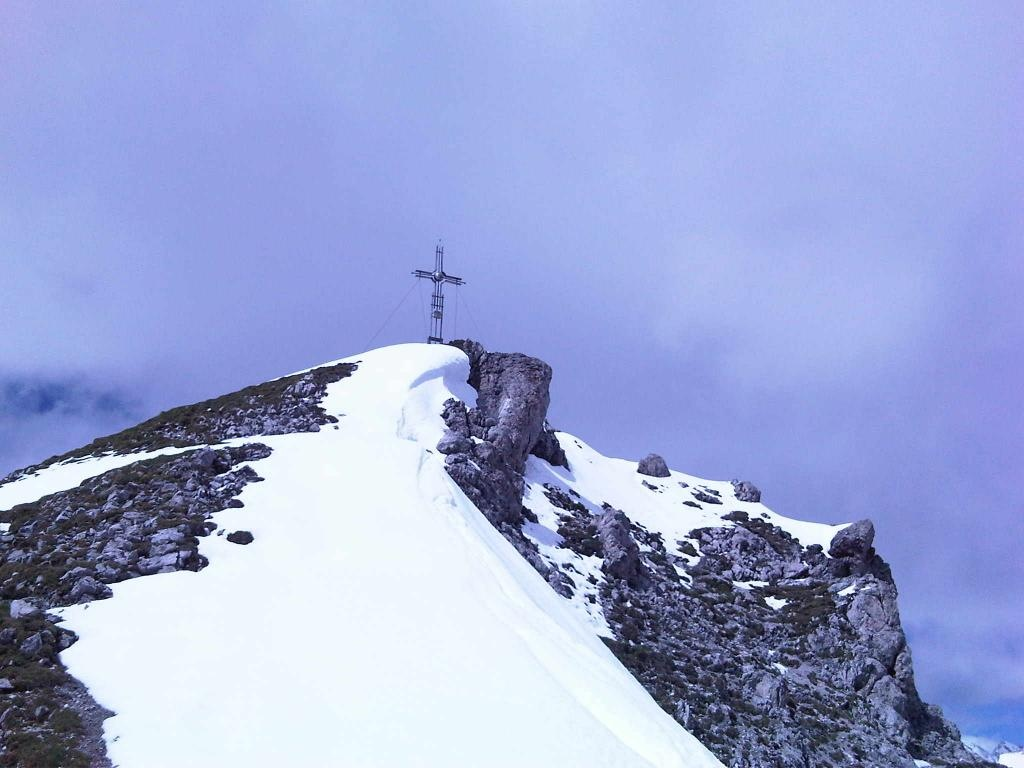
Gipfel der Gleirschspitze
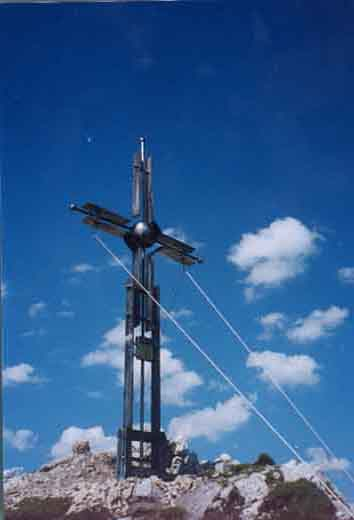
Gipfelkreuz der Gleirschspitze
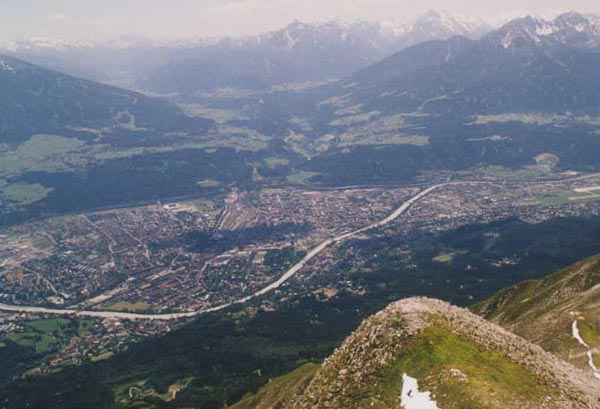
Blick auf Innsbruck Richtung Süden von der Gleirschspitze